# Skadi Mons
Skadi Mons es una cadena montañosa ubicada en el planeta Venus, concretamente en Maxwell Montes, situado en el centro de Ishtar Terra. Es el punto más alto del planeta con una altitud de unos 10.700 metros (unos 35.000 pies) por encima del radio planetario medio.